# Oecetis yukii
Oecetis yukii là một loài Trichoptera trong họ Leptoceridae. Chúng phân bố ở miền Cổ bắc.